# العقوبات البديلة في السعودية
العقوبات البديلة في السعودية هي مجموعة من التدابير والإجراءات التي تحل محل العقوبات السالبة للحرية أو العقوبات الجسدية وتحديدا عقوبتي السجن والجلد، ويتخذها القاضي بهدف تحقيق النفع العام للسجين والمجتمع، بحسب ما تسمح به الأنظمة واللوائح المنظمة لذلك، حيث تتيح للمحكومين قضاء محكوميتهم في تقديم خدمات اجتماعية أو غيرها، يستفيد منها المجتمع والمحكوم في الوقت نفسه.

## إصلاحات حقوقية وقضائية
في أبريل 2020 قلصت السعودية من صلاحيات الأحكام التعزيرية المتروكة لتأويلات القضاة ضمن خطة إصلاحات حقوقية وقضائية، حيث أوقفت أحكام القتل تعزيرا على الأشخاص الذين لم يتموا 18 عاما وقت ارتكابهم الفعل المعاقب عليه، وشمل هذا مرتكبي الجرائم الإرهابية الذين صدرت بحقهم أحكام نهائية كما ألغت عقوبة الجلد وقررت استبدالها بعقوبتي السجن أو الغرامة، أو بعقوبات بديلة بحسب ما يصدره ولي الأمر من أنظمة أو قرارات بهذا الشأن.

## تصنيف الجرائم
ضمن الإصلاحات والتحديثات القضائية والعدلية والحقوقية في السعودية أجرت النيابة العامة مراجعة شاملة لتصنيف الجرائم الموجبة للتوقيف، وراعى التصنيف المعدل تقليص حالات الحبس الاحتياطي وتحديدها في مجموعة من الجرائم في إطار مراعاة حقوق المتهم، وعدم الجنوح والتوسع في الحبس.

## جرائم مستثناة
استثنى نظام العقوبات البديلة في السعودية بعض الجرائم من تطبيق تلك العقوبات، ومنها إذا كان المحكوم عليه من أرباب السوائق، أو كانت عقوبة السجن أكثر من ثلاث سنوات، أو كانت العقوبة المحكوم بها داخلة في نطاق الجرائم المقدر لها عقوبة شرعية، أو إذا كان في تطبيقها ضررا أكبر من السجن يلحق بالمحكوم عليه.